# 패트리스 와이모어

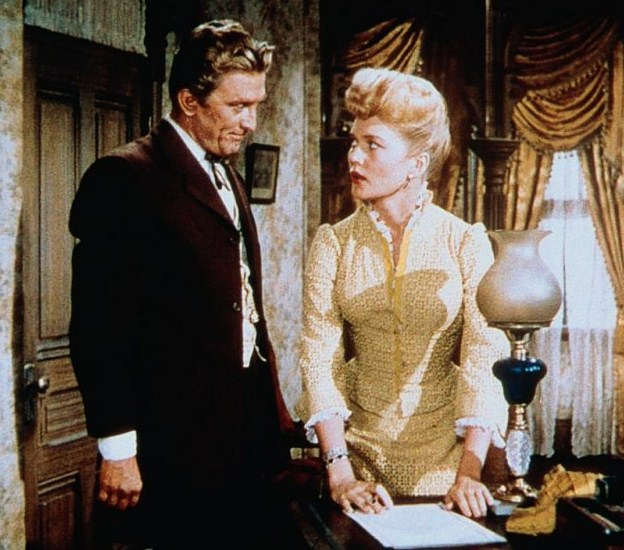

패트리스 와이모어(Patrice Wymore, 1926년 12월 17일 ~ 2014년 3월 22일)는 미국의 배우, 텔레비전 배우, 연극 배우, 영화배우이다.
포틀랜드 교구에서 사망하였다. 사인은 질병이다.  포리스트 론 메모리얼 파크에 매장되었다.

## 영화
- 오션스 일레븐 (1960년) - 애들리 액스트롬 역
- 페리 메이슨 (1957년)
- 쉬즈 백 온 브로드웨이 (1953년)
- 빅 트리 (1952년)
- 아윌 씨 유 인 마이 드림스 (1951년)
- 스타리프트 (1951년)
- 티 포 투 (1950년)